# ルイ・ジョーダン
ルイ・ジョーダン（Louis Jordan、1908年7月8日 - 1975年2月4日）はアメリカ合衆国の歌手、サックス奏者。ビッグバンド・ジャズとブルースの要素を合わせ持つ音楽、ジャンプ・ブルースの代表的ミュージシャン。1940年代から1950年代初頭にかけて、多くの曲をヒットさせた。また、「キング・オブ・ジュークボックス」と称される。

## 来歴
アーカンソー州ブリンクリー生まれ。チック・ウェブ楽団で活動し、名を広めていく。なお、ジャズ・ボーカリストのエラ・フィッツジェラルドも、ルイと同時期にチック・ウェブ楽団に在籍していた。1938年、エラ・フィッツジェラルドを連れて独立を画策したためにチックに解雇された。同調して楽団を飛び出した仲間と共にルイはElks Rendezvous Bandを結成し、同年デッカ・レコードと契約する。
1942年、「ホワット・ザ・ユース・オブ・ゲッティン・ソバー」を『ビルボード』誌のR&Bチャート1位に送り込む。1944年には、「G.I.ジャイヴ」がR&Bチャートとポップ・チャートの両方で1位を獲得。1945年、ビング・クロスビーとのデュエット「マイ・ベイビー・セッド・イエス」がポップ・チャートで14位を記録。1946年には、エラ・フィッツジェラルドとのデュエット「ストーン・デッド・イン・ザ・マーケット」がR&Bチャート1位となり、更に「チュー・チュー・チ・ブギ」が同年8月24日付から18週にわたり（不連続）R&Bチャート1位を記録。また、やはり1946年にヒットした「エイント・ザット・ジャスト・ライク・ア・ウーマン」は、後のロックンロールに通じるイントロで始まり、チャック・ベリーの楽曲「ジョニー・B.グッド」のヒントになったとも言われる。
デッカ・レコードからは18曲をR&Bチャート1位に送り込むが、1952年以降は大ヒットに恵まれず、1954年にデッカを離れる。
その後は、マーキュリー・レコードなど様々なレーベルに録音を残す。1956年に発表した、自分のヒット曲の再演アルバム『サムバディ・アップ・ゼア・ディグス・ミー』は、クインシー・ジョーンズがプロデュースしたことで知られる。（当時の印税契約の問題により）貧窮することの多かった同時代のR&Bアーティストに比べ、ルイは60年代のヨーロッパでの再評価（小規模なツアーを行っている）やフランスのレーベルからのアルバムリリースなど恵まれた晩年を過ごしたといえる。1975年カリフォルニアの邸宅で心臓発作により死去。墓は妻の故郷セントルイスにある。

## 影響
- B.B.キングはルイの曲をしばしば取り上げ、1999年にはルイに捧げたアルバム『レット・ザ・グッド・タイムス・ロール〜ザ・ミュージック・オブ・ルイ・ジョーダン』発表。
- 1987年、ロックの殿堂のアーリー・インフルエンス部門に選出された[3]。
- 1990年代には、ルイのヒット曲を元にしたブロードウェイ・ミュージカル『Five Guys Named Moe』が上演された。